# O Berro
O Berro foi um semanário humorístico publicado em Lisboa, entre Fevereiro e Junho de 1896, tendo como caricaturista Celso Hermínio e, como cronista, João Pinheiro Chagas. O nascimento de O Berro surgiu como  reação ao governo regenerador de Hintze Ribeiro e João Franco, que se afastavam das ideias liberais que deram lugar à instituição da Monarquia Constitucional e, em particular, ao pacote de reformas que fora imposto por decreto, ao longo do ano 1895, e que significou a perversão completa do liberalismo. Assim sendo, a principal tarefa de Celso Hermínio, fazendo uso da caricatura, era, pois, “a demolição dos personagens principais da monarquia constitucional, sintetizando nas deformações físicas a que os sujeitava a sua degeneração moral e ética” e, a partir do nº 4, coube a João Chagas, através das letras, “denunciar ideias falsas e desconstruir equívocos e preconceitos”,  “levantando a poeirada que se acumulara sobre o ideal da República” e atacando as classes dirigentes da nação. O Berro totalizou 18 números. O último teve data de 27 de Junho de 1896.  Depois, sem que nada o fizesse prever, O Berro extinguiu-se.